# 病原性遺伝子島
病原性遺伝子島（びょうげんせいいでんしとう、病原性アイランド、英: Pathogenicity island、略称: PAI）は、1990年に提唱された生物学用語で、遺伝子の水平伝播により微生物間に伝播されるゲノムアイランドの1種である。病原性遺伝子島は動物及び植物病原菌の両方で、また、グラム陽性菌とグラム陰性菌の両方で発見されている。その水平伝播の方法にはプラスミド、ファージ、あるいは接合トランスポゾンがある。PAIは微生物（特に病原菌）の進化に寄与する。
ある種の細菌種は、複数のPAIを有することがある。 例えば、サルモネラには少なくとも5つある。
根粒菌が持つ類似のゲノム構造はsymbiosis island（symbiosisは共生の意）と呼ばれる。

## 特性
病原性遺伝子島（PAI）は、病原性生物の染色体上または染色体外のゲノムに組み込まれている。しかし、通常、同種または密接に関連する種であっても非病原性の細菌には存在しない。PAIは、細菌染色体上に位置していることもあれば、プラスミドに移行していることもあれば、あるいはバクテリオファージのゲノム中から見つかることもある。PAIのGC含量やコドン量は、供与体と受容体でGC含量が同等でない限りは、受容体ゲノムの他の領域のそれとは異なることが多い。この違いは、PAIの検出に利用することができる。
PAIは直接反復配列、挿入配列またはtRNA遺伝子と隣接しており、DNAへの組換えのための部位として作用する。潜在的な移動性遺伝子も含む。PAIは直接反復配列と隣接しており、この配列では挿入された配列の2つの末端の塩基配列が同じである。宿主DNAへの挿入を可能にするための機能的遺伝子、例えばインテグラーゼ、転移酵素、または挿入配列の一部を保持する。PAIはtRNA遺伝子と付随することが多く、組込み部位を標的とする。PAIと隣接配列は1つのユニットとして新しい細菌細胞に転移し、それによって良性株が病原株となる。
移動性遺伝子エレメントの1種であるPAIは10〜200 kbであり、微生物の病原性に寄与する遺伝子をコードする。PAIは1つ以上の病原性因子を保有する。例えば、アドヘシン、分泌装置（III型分泌装置など）、毒素、インベイシン、モジュリン、エフェクター、スーパー抗原、鉄取り込み系、o-抗原合成、血清耐性、免疫グロブリンAプロテアーゼ、アポトーシス、莢膜合成、A. tumefaciensの場合は植物腫瘍形成などがある。
PAIの調節にはいくつかのパターンがある。第1に、PAI自体に病原性遺伝子を制御する遺伝子が内包されている。第2に、病原性遺伝子がPAIの外に存在し、その制御遺伝子がPAIにあることである。第3に、PAIの外側に調節遺伝子があり、PAI内の病原性遺伝子を調節することもある。典型的なPAI内調節遺伝子には、AraC様タンパク質や2成分応答調節因子がある。
PAIは欠失あるいは転移の影響を受けやすいので、不安定なDNA領域とみなすことができる。直接反復、挿入配列、並びにより高い頻度での欠失および転移を引き起こすtRNAとの会合を伴うPAIの構造に起因していると考えられている。ゲノムに挿入されていたPAIを欠失することは、tRNAの破壊を招き、続いて細胞の代謝に影響を及ぼすことがある。

## 種類
- UPEC P. fimbriae島は溶血素、線毛、細胞傷害性壊死因子、および尿路病原性特異的タンパク質（USP）などの病原性因子を含む[6]。
- Yersinia pestis高病原性遺伝子島Iは、鉄の取り込みと貯蔵を制御する遺伝子を持つ。
- Salmonella SP1部位およびSP2部位。
- Rhodococcus equi病原性プラスミド病原性遺伝子島はマクロファージの増殖のための病原性因子をコードする。
- 黄色ブドウ球菌（Staphylococcus aureus）病原性遺伝子島のSaPIファミリーは可動性遺伝子要素であり、毒素性ショック症候群毒素の遺伝子を含むスーパー抗原をコードし、特定のバクテリオファージによって高頻度で動態化される[7]。
- ファージにはVibrio choleraeのコレラ毒素、Corynebacterium diphtheriaeのジフテリア毒素、Clostridium botulinumの神経毒、Pseudomonas aeruginosaの細胞毒素をコードするものがある。
- H. pyloriには2つの株があり、一方はCag病原性遺伝子島の存在により他方より毒性が高い。